# Họ Thiến thảo
Họ Thiến thảo, (lấy từ chữ Hán: 茜草; danh pháp khoa học: Rubiaceae) - có tài liệu phiên là thiên thảo, là một họ của thực vật có hoa, còn có thể gọi là họ cà phê, cỏ ngỗng. Trong một số sách giáo khoa tiếng Việt gọi là họ Cà phê, nhưng có thể gọi là họ Thiến thảo, lý do là tên gọi Rubiceae là dẫn xuất từ chi Rubia (thiến/thiên thảo) mà không là dẫn xuất từ chi Coffea (cà phê). Các loại cây phổ biến trong họ này bao gồm canh ki na, cây cà phê, câu đằng và nhàu. Một số họ trước đây được chấp nhận (như Dialypetalanthaceae, Henriqueziaceae, Naucleaceae và Theligonaceae) hiện nay được đưa vào họ Rubiaceae theo các nghiên cứu di truyền học gần đây do Angiosperm Phylogeny Group tiến hành. Theo các định nghĩa hiện nay, có khoảng 611 chi và khoảng 13.150 loài thuộc về họ Rubiaceae.

## Đặc điểm
Các loài thuộc họ này là loại cây gỗ, cây bụi hoặc nửa bụi, đôi khi là cây thân thảo hay dây leo. Lá mọc đối, luôn có lá kèm với nhiều hình dạng khác nhau. Hoa thường tập hợp thành cụm hình xim, đôi khi hình đầu, mẫu 5 hoặc 4. Đài và tràng đều hợp, tràng có tiền khai hoa thường vặn, đôi khi van hay lợp. Trong một vài trường hợp số thùy của tràng có thể lên tới 8-10. Số nhị thường bằng với số thùy tràng và nằm xen kẽ giữa các thùy, dính vào ống tràng hoặc họng tràng. Bộ nhụy gồm hai lá noãn dính nhau thành bầu dưới, hai buồng. Một vòi nhụy mảnh, đầu nhụy hình đầu hay chia hai. Mỗi buồng của bầu chứa một đến nhiều noãn đảo hay thẳng. Quả mọng, hạch hay quả khô (quả mở hoặc quả phân thành những hạch nhỏ). Hạt thường có phôi thẳng có nội nhũ hoặc đôi khi không có.

## Phân bổ
Họ Thiến thảo (họ Cà phê) là một họ lớn (chỉ sau họ Cúc), phân bổ ở vùng nhiệt đới và cận nhiệt đới, ít khi gặp ở vùng ôn đới. Tại Việt Nam hiện biết 90 chi với khoảng trên 400 loài, thường gặp nhiều trong rừng, tạo nên thành phần chủ yếu của tầng cây thấp.

## Phân loại học
Theo The Plant List, họ Thiến thảo hay còn gọi là họ Cà-fê, gồm 617 chi và 13548 loài
Các chi được phân bổ trong các tông, và các tông này được đặt vào một trong ba phân họ đã được thừa nhận:
| - Phân họ Rubioideae - Anthospermeae - Argostemmateae - Coussareeae - Craterispermeae - Danaideae - Gaertnereae - Lasiantheae - Morindeae - Ophiorrhizeae - Paederieae - Perameae - Psychotrieae - Rubieae - Sabiceeae - Schradereae - Spermacoceae - Theligoneae - Urophylleae - Virectarieae | - Phân họ Cinchonoideae - Calycophylleae - Catesbaeeae - Naucleeae - Chiococceae - Cinchoneae - Condamineeae - Coptosapelteae - Guettardeae - Hamelieae - Hillieae - Isertieae - Mussaendeae - Rondeletieae - Simireae - Exostema group | - Phân họ Ixoroideae - Alberteae - Coffeeae - Cremisporeae - Gardenieae - Hippotideae - Ixoreae - Octotropideae - Pavetteae - Retiniphylleae - Sipaneeae - Vanguerieae |